# Castillo del conde de Peña Ramiro

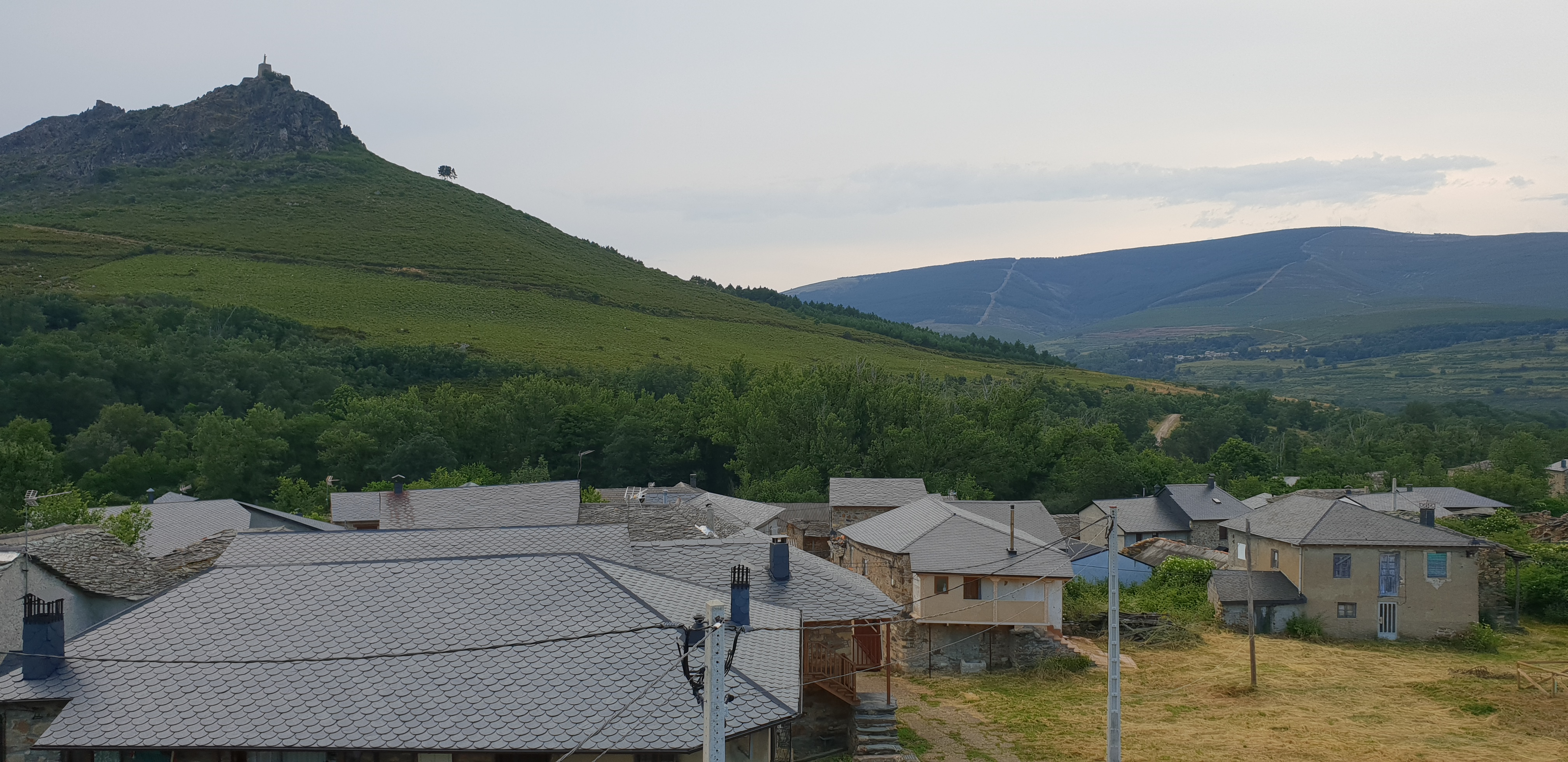
El castillo desde el campanario de la Iglesia

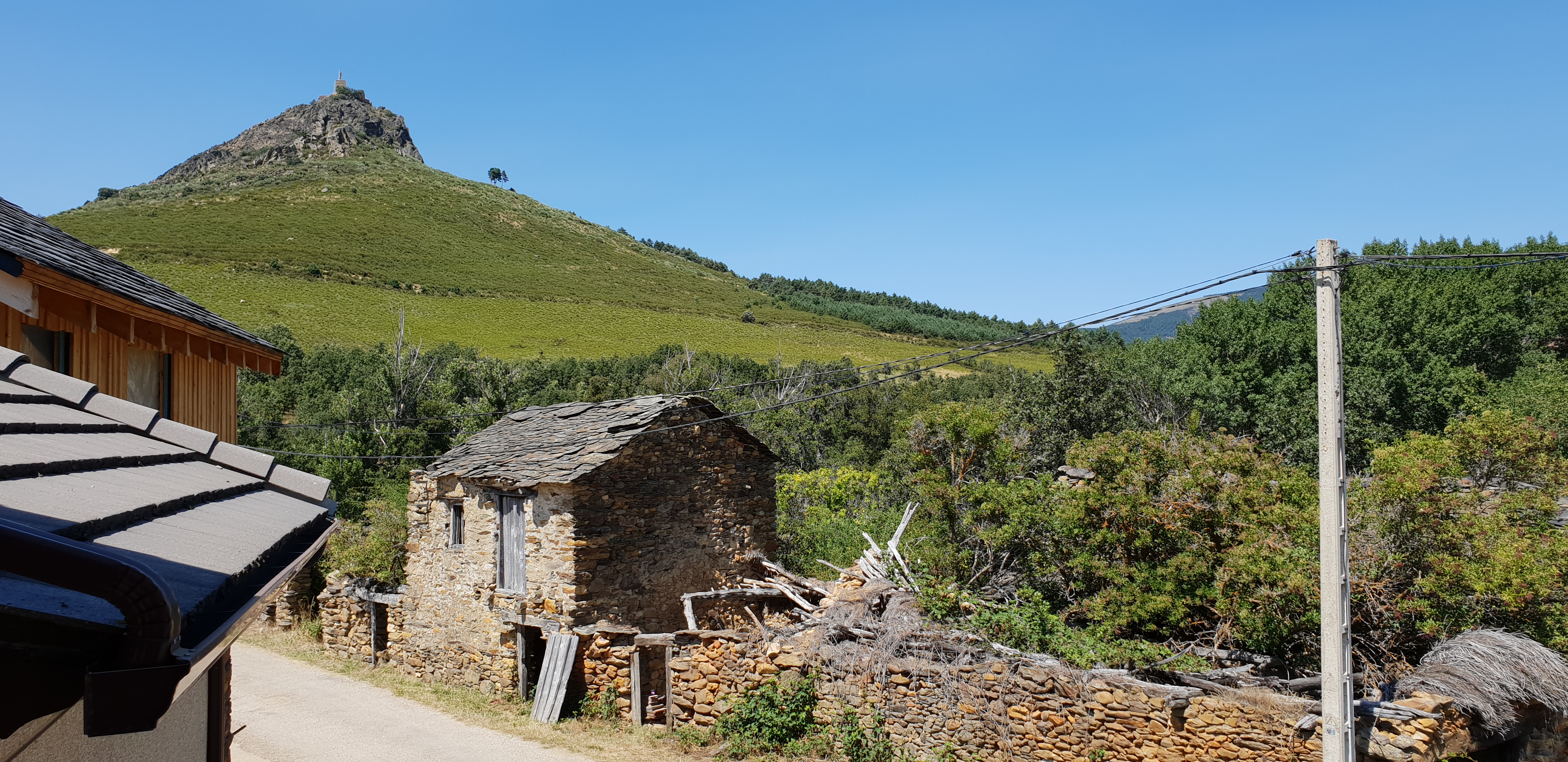
Castillo Peñarramiro desde Valdavido

El castillo del conde de Peña Ramiro, castillo de Peña Ramiro o castillo de Valdavido, se sitúa en el Teso de la Cogolla, entre las localidades de Valdavido y Truchas, en un emplazamiento estratégico que permite una excelente visualización del entorno (una cuenca visual de 300 km², aproximadamente). 

## Arquitectura
El castillo presenta una completa irregularidad, adaptándose al espacio rocoso donde se enclava. En la actualidad se conservan dos torres dentro del recinto amurallado y una tercera de vigilancia en el exterior. La técnica constructiva de la muralla hace pensar que pudiese haber sido con anterioridad un castro romano.

### Torre del homenaje

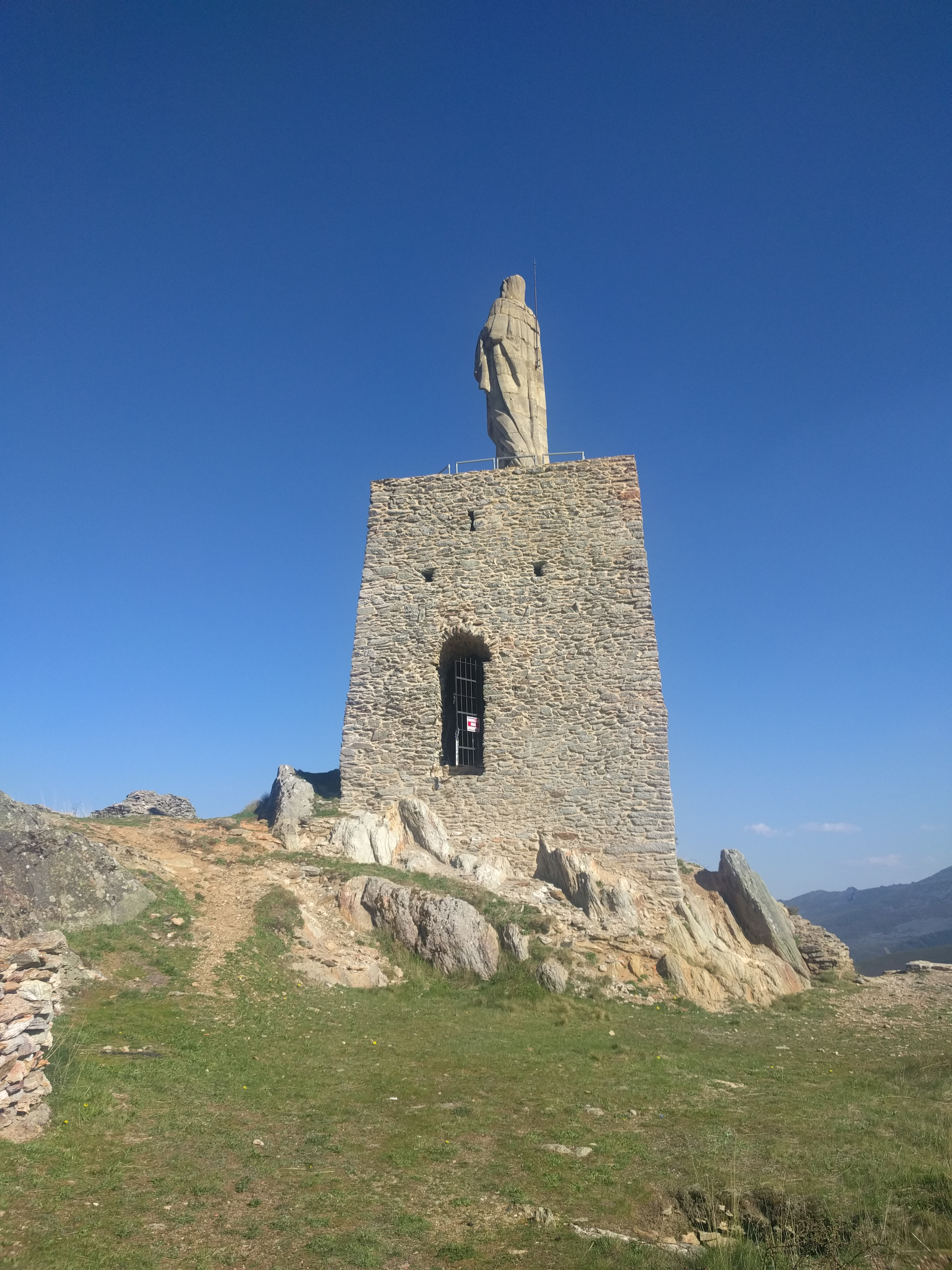
Estatua del Sagrado Corazón en el castillo de Peñarramiro en Valdavido

La torre del homenaje esta cimentada en la propia roca, en el peñón más elevado de la zona. De 7,40 metros de planta, y muros de 1,5 metros de anchura, presenta una ventana y varias saeteras

### Patio de armas
La planta de la fortaleza tiene forma triangular, estando protegida por una pared rocosa en el norte y sur, y por una muralla que actúa también como muro de contención. En la zona donde se situaba el cubo o torre de flanqueo, encontramos hoy en día un altar de piedra. En esta zona en su origen se encontraba la casa de los alcaides, una despensa, y otros elementos que desaparecieron con el paso de los siglos.

### Torreón de la capilla y sala de audiencia
Ubicado dentro del recinto amurallado, disponía de dos plantas, usándose la inferior como capilla y la superior como sala de audiencias.

### Torre Malvecino

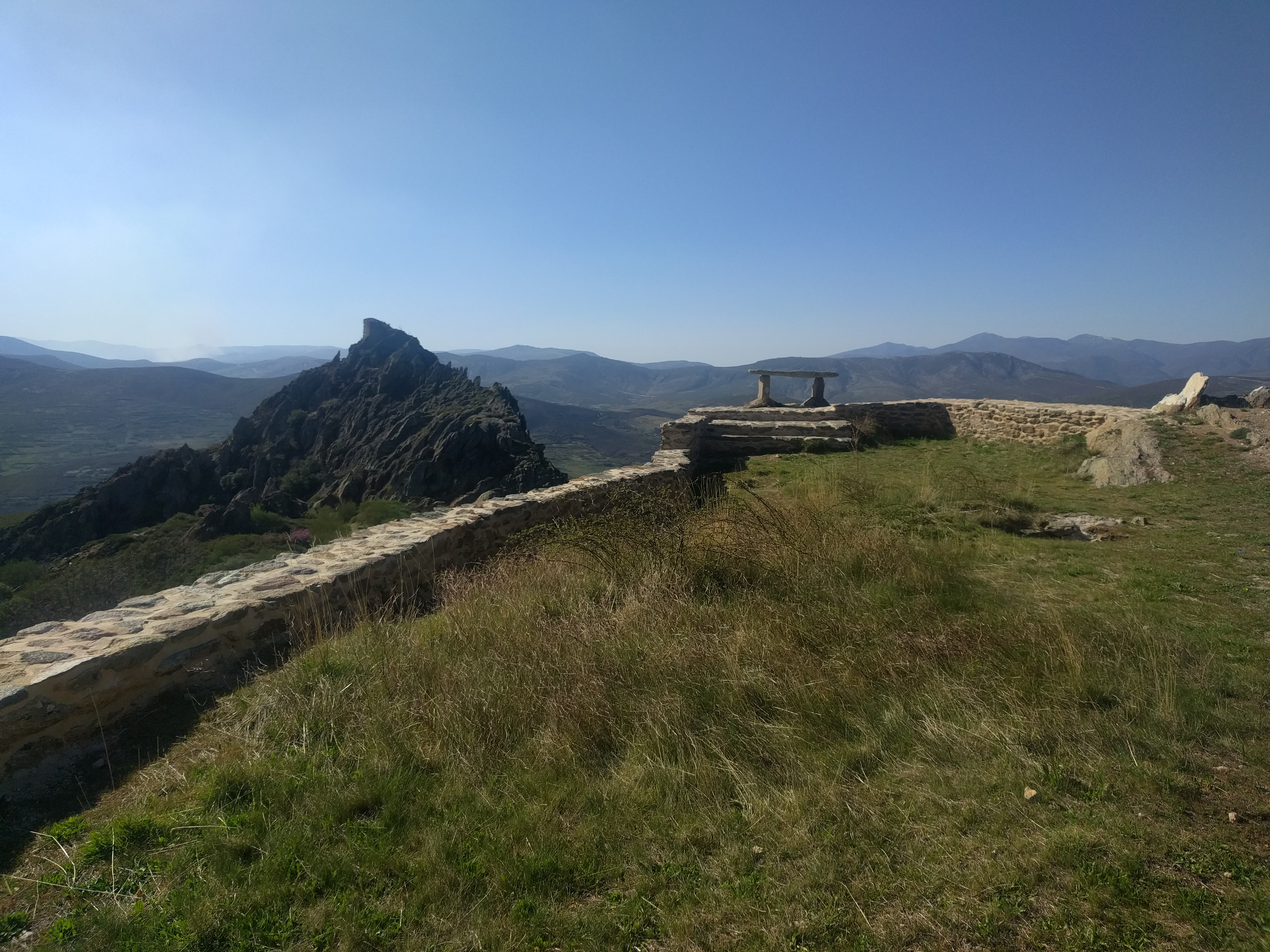
Torre secundaria del castillo de Peñarramiro

Esta torre, situada en las proximidades de la fortaleza y a una altitud de 1350 m (metros) y 260 m de altura relativa respecto al valle, permitía un control y vigilancia de las zonas circundantes.

### Camar o plataforma base
Entre la torre de vigilancia y la fortaleza existe una explanada, desde donde se accedía al complejo militar y que tenía gran valor estratégico como plataforma base.

## Historia
El castillo se construye en el siglo XII, en tiempos de Alfonso VII, con el fin de controlar la comunicación entre los reinos de Galicia y León. El nombre viene de Ramiro Froilaz, quien fue nombrado por el rey leonés como imperante de Cabrera y su castillo.
La ruina del castillo comienza a los cuatro siglos de su existencia, en torno a 1467.
En 1965 se coloca sobre la torre del homenaje una escultura del Sagrado Corazón, de 7,5 metros de altura y 20 toneladas de peso. Esta actuación se realiza por iniciativa del párroco de Quintanilla de Yuso del momento, Emilio Gordo, teniendo como gran valedor al párroco de Truchas, José Luis Santos. El 5 de septiembre de 1965 el monumento es inaugurado por D. Marcelo González Martín, obispo de Astorga. Esta escultura se ha convertido en un elemento característico e identificativo de la región, aunque no está exento de polémica, ya que la monumentalidad de la estatua desnaturaliza el sentido patrimonial e histórico del castillo sobre el que se sitúa.

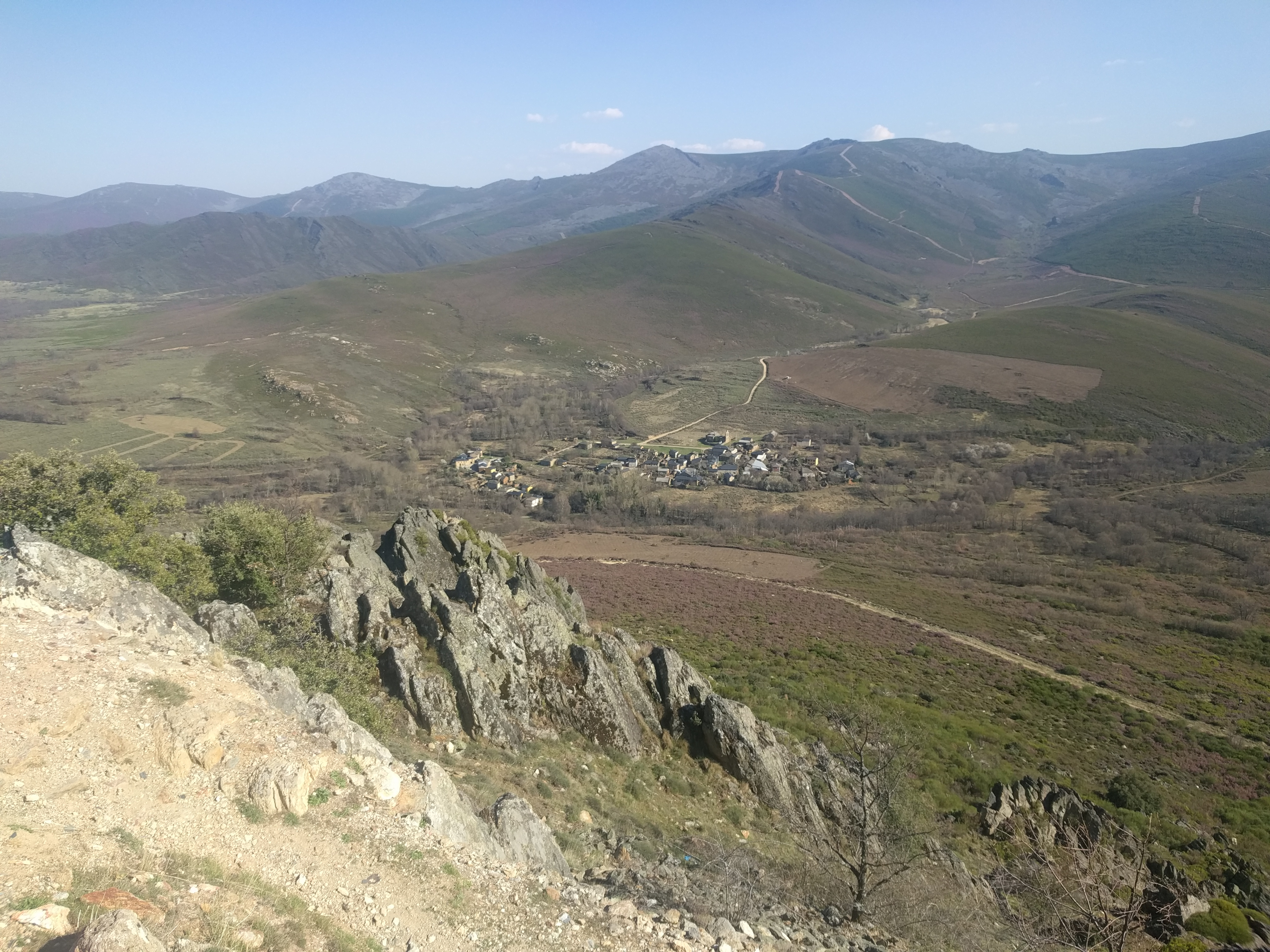
Valdavido desde el castillo de Peñarramiro

En 2015 y 2019, se realizan distintas obras de limpieza, consolidación y restauración de los distintos elementos del castillo.